# Gladpack (sommarturné)
Gladpack (officiellt skrivet som GladPack) är en sommarturné med Galenskaparna och After Shave, där man besökte 13 orter i april och maj 2000.
Showen baserades på TV-serien Gladpack och turnerade runt om i Sverige från Piteå i norr till Helsingborg i söder. 
Detta är en av de få produktioner Galenskaparna och After Shave gjort där publikintresset varit svagt. Idrottshallarna där man framträdde blev sällan mer än halvfyllda. Aftonbladet skrev "Succé på tv – men dunderfiasko på scen".